# 微软亚太研发集团
微软亚太研发集团于2006年1月18日正式宣布成立，由微软亚洲研究院、微软亚洲工程院、微软中国研发集团战略合作部，以及分布于北京、上海、深圳、苏州的多个产品研发机构组成，集团以矩阵式架构统一和协调微软在中国所有的研究及开发事务。洪小文博士任集团主席，王永东博士任集团首席技术官。

## 研究
微软中国研发集团以研发和创新为立身之本，并始终致力于为全球用户创造新的机遇、价值和体验，目前研发方向主要锁定于以下五个领域：移动通讯和嵌入式系统、互联网技术产品和服务、数字娱乐、服务器与开发工具、新兴市场。

## 集团架构

### 微软亚洲研究院
微软亚洲研究院总部位于北京，是微软研究院之一，也是微软最大的研究院及亚洲第一个研究院，目前是由周礼栋担任院长。是微软海外开设的第二家基础科研机构，研究院致力于使未来的计算机能够看、听、学，能用自然语言与人类进行交流，同时努力为满足未来5－10年内的需求奠定坚实的科研基础。

### 微软亚洲工程院

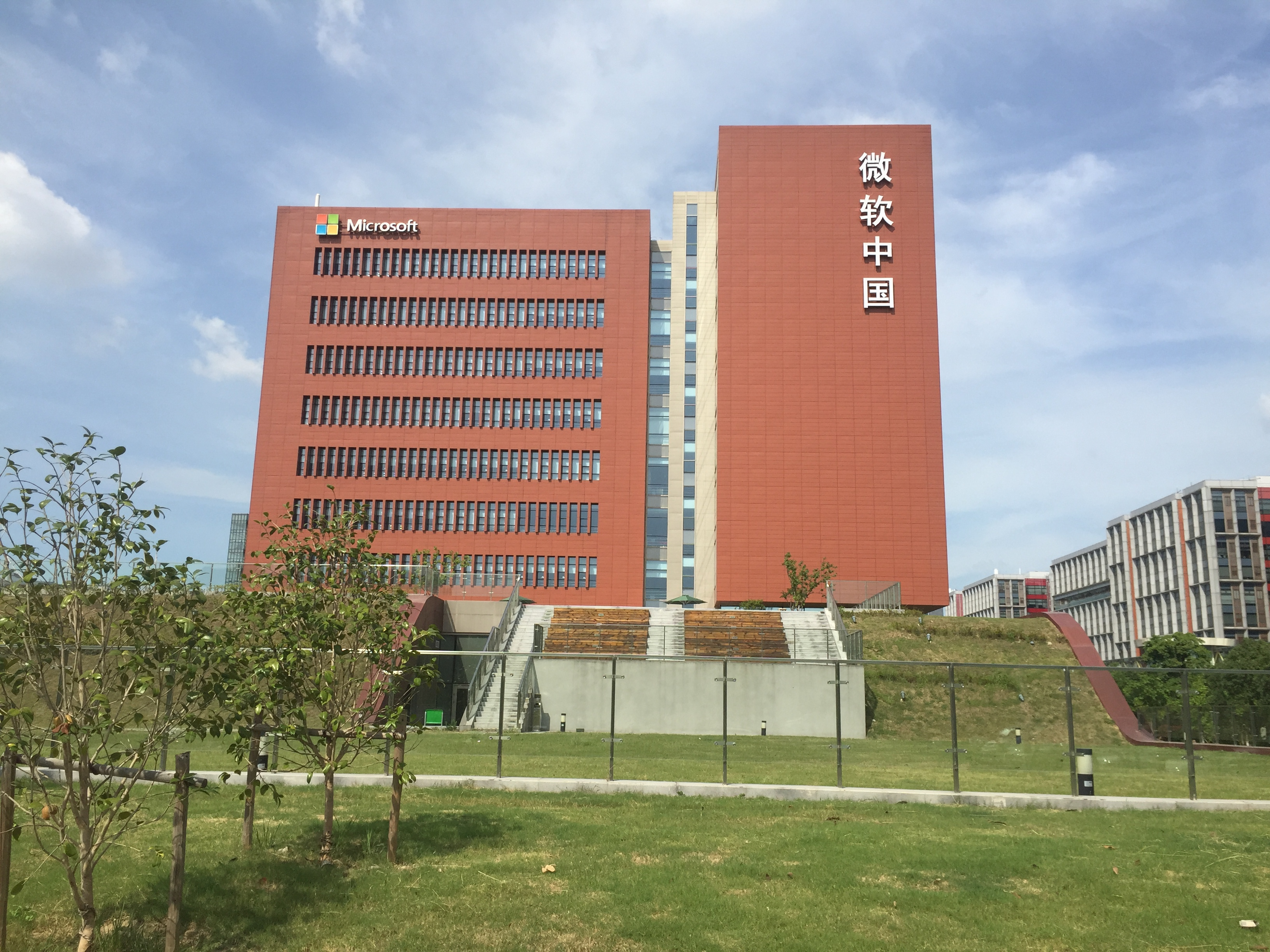
微软苏州分公司

微软亚洲工程院总部位于北京，成立于2003年11月4日，旨在以技术成果转化为突破口，进而在中国构建出一个面向全球、拥有一流研发能力和深邃的市场洞察力的技术、产品研发中心。目前院长是王永东博士。

### 微软中国研发集团战略合作部
微软中国研发集团战略合作部成立于2003年9月，其前身是微软中国技术中心。该部门集中与国内优秀 IT 企业建立战略合作伙伴关系，如技术转让及产品合作和软件外包，同时与中国的学术界、产业界和政府合作，在拓展微软中国研发集团产品开发能力的同时，努力发展本土软件企业的研发实力，打造出多方共赢、共同发展的产业生态环境。

## 技术演示中心
微软中国研发集团技术演示中心位于希格码大厦六层，是展示研发中国集团最新产品和技术的场所。可以亲自体验Microsoft Surface、Windows 7以及一系列微软最新的产品和技术。

### 虚拟技术演示中心
虚拟技术演示中心是研发集团网站上通过Silverlight技术构建的在线虚拟技术演示中心。使用户通过浏览器可以在线漫游技术演示中心，感受技术创新给生活带来的进步。
- 虚拟技术演示中心 （页面存档备份，存于）